# Norderhov
Norderhov este o localitate din comuna Ringerike, provincia Buskerud, Norvegia, cu o suprafață de 0,32 km² și o populație de 337 locuitori (2013).